# Partito Comunista di Polonia (1918)
Il Partito Comunista di Polonia (in polacco Komunistyczna Partia Polski; KPP) è stato un partito comunista polacco fondato nel 1918 dalla fusione di due distinti soggetti politici:
- Socialdemocrazia del Regno di Polonia e Lituania (Socjaldemokracja Królestwa Polskiego i Litwy - SDKPiL);
- la componente massimalista del Partito Socialista Polacco (Polska Partia Socjalistyczna - PPS).

Inizialmente designato col nome di Partito Comunista dei Lavoratori di Polonia (Komunistyczna Partia Robotnicza Polski - KPRP), fu ridenominato nel 1925.
Bandito nel 1929 dal regime del Maresciallo Piłsudski, il partito si dissolse nel 1938, additato di trotskismo dal Comintern.

## Storia

### PartitiProletariat
La nascita del movimento operaio polacco è strettamente correlata al processo di industrializzazione delle terre polacche nella seconda metà del XIX secolo: sia la liquidazione del confine doganale tra il Regno del Congresso e l'Impero russo nel 1851, sia l'abolizione del servitù della gleba il 18 marzo 1864 permisero un rapido sviluppo industriale dei territori polacchi sotto il dominio russo. Lo sviluppo della ferrovia, la minore distanza dai porti del Mar Baltico e del Mare del Nord, le risorse naturali (principalmente carbone), la forza lavoro a basso costo e un livello culturale leggermente più alto resero la Polonia un centro per lo sviluppo dell'industria a favore della Russia. I prodotti industriali fabbricati dai polacchi erano molto più economici sui mercati russi rispetto a quelli prodotti in Prussia o nella Repubblica Ceca a seguito dell'eliminazione della dogana.

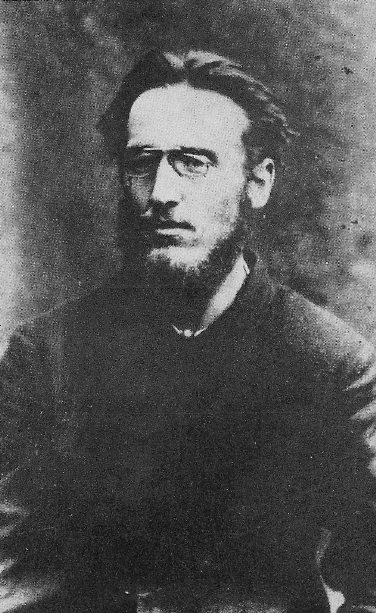
Ludwik Waryński

Con lo sviluppo industriale, nacque una nuova classe operaia che iniziò molto rapidamente a contrastare i grandi proprietari capitalisti per migliorare le loro condizioni economiche. Fu necessario creare dei sindacati e un partito politico per rappresentare gli interessi della classe lavoratrice. Nel 1881 fu creato a San Pietroburgo il Partito Social-rivoluzionario Polacco-lituano (PSRPL), ma il gruppo politico operaio della Polonia - il Partito Social-Rivoluzionario "Proletariat" (in polacco Socjal-Rewolucyjną Partię „Proletariat” ) - fu fondato a Varsavia il 1 settembre 1882 dal socialista Ludwik Waryński e dal rivoluzionario Stanisław Kunicki. Al primo congresso organizzato a Vilnius nel 1883 presero parte il PSRPL ed esponenti di circoli socialisti situati in Polonia e nelle principali città dell'Impero russo, come Mosca, San Pietroburgo, Kiev e Odessa. L'organizzazione, affiliata ai rivoluzionari russi, era dotata di un comitato centrale e di propri organi, come i giornali Proletariat (1883-1884) e Robotnik (1883), ed era dedita alla propaganda di materiale relativo alle opere di Karl Marx e Friedrich Engels. Le principali attività del partito riguardavano l'organizzazione di scioperi, attentati e provocazioni contro le autorità zariste, seguendo un programma internazionalista e favorevole alla lotta di classe. Nel 1884, strinse un accordo con l'organizzazione rivoluzionaria russa Narodnaja volja, fortemente voluto dal leader Kunicki, ma nello stesso anno il rivoluzionario polacco venne arrestato e la guida dell'organizzazione passò a Maria Bohuszewiczówna. Nel 1886 i membri di Proletariat furono arrestati dalle autorità zariste dopo un attentato fallito, e più di 25 persone scelte tra 190 arrestati furono condannate a morte o alla reclusione. Kunicki fu impiccato a Varsavia nel 1886, mentre Warynski fu condannato a 16 anni di carcere a Šlissel'burg, nei pressi di San Pietroburgo, dove morì per tubercolosi nel 1889.
Tra febbraio e marzo del 1888, il Comitato operaio di Varsavia (1887) di Marcin Kasprzak e il gruppo studentesco socialista di Ludwik Kulczycki (entrambi creati nel 1887) si fusero in un secondo Partito Social-Rivoluzionario "Proletariat", noto come II Proletariat. Il partito avanzò le richieste di un'alleanza con i rivoluzionari russi, la lotta politica, la creazione di una nazione panrussa e l'autonomia del Regno di Polonia, e riconobbe il terrorismo come uno dei mezzi per combattere l'autocrazia. Alcuni rappresentanti di Proletariat presero parte nel 1889 al congresso costituente della Seconda Internazionale di Parigi.

### Nuovi partiti socialisti
Con la crescente influenza dell'intelligencija polacca e la maggior diffusione del positivismo e delle idee socialiste in Polonia, si ebbero le condizioni favorevoli per la creazione di partiti politici apertamente riferiti al marxismo.
Nel 1889, Julian Marchlewski, Jan Leder, Henryk Wilkoszewski e altri fondarono l'Unione dei lavoratori polacchi (in polacco Związek Robotników Polskich), rappresentando ideologicamente la versione di sinistra del socialismo. Nel 1892 fu fondata a Vilnius l'Unione dei lavoratori lituani, guidata dal bielorusso Feliks Dzeržinskij, e nel novembre dello stesso anno fu creato il Partito Socialista Polacco (in polacco Polska Partia Socjalistyczna, PPS) nella periferia di Parigi a Montrouge sotto la guida di Bolesław Limanowski. Tra i fondatori c'erano rappresentanti dell'ex I Proletariat Aleksander Dębski, Bolesław Jędrzejowski, Witold Jodko-Narkiewicz, Stanisław Mendelson, Maria Jankowska-Mendelson e Feliks Perl e membri esterni come Stanisław Grabski e Stanisław Wojciechowski. La risoluzione del programma del PPS includeva l'idea di una stretta unione della lotta sociale con quella lotta politica per l'indipendenza. Un partito dalle idee simili a quelle dei socialisti era il Partito Socialdemocratico Polacco di Galizia e Slesia di Cieszyn (in polacco Polska Partia Socjalno-Demokratyczna Galicji i Śląska Cieszyńskiego), che operava legalmente nella Galizia dal 1892 e aveva come membri di spicco Ignacy Daszyński, Jędrzej Moraczewski, Herman Diamand, Zygmunt Marek, Herman Lieberman, Bolesław Drobner e Tadeusz Reger.
Nel luglio 1891, una fazione del II Proletariat iniziò ad opporsi alla politica terrorista del partito e nel 1893 si fuse con l'Unione dei lavoratori polacchi nel nuovo partito della Socialdemocrazia del Regno di Polonia (in polacco Socjal-Demokracja Królestwa Polskiego, SDKP), i cui fondatori furono: Julian Marchlewski, Rosa Luxemburg e Adolf Warski. A sua volta, nello stesso anno l'SDKP si unì con l'Unione dei lavoratori lituani e formò la Socialdemocrazia del Regno di Polonia e Lituania (in polacco Socjaldemokracja Królestwa Polskiego i Litwy, SDKPiL), divenendo in seguito un'organizzazione autonoma all'interno del Partito Operaio Socialdemocratico Russo (POSDR)
La principale differenza tra l'SDKPiL e il PPS riguardava la questione dell'indipendenza polacca. Il programma dei socialisti poneva come obbiettivo prioritario la realizzazione di una Polonia indipendente, ponendo in secondo piano l'istituzione di una repubblica democratica socialista con un sistema parlamentare in grado di garantire i diritti dei lavoratori e di introdurre leggi a loro favore. Il PPS infatti considerava come condizioni necessarie per l'attuazione delle riforme socialiste la creazione di uno stato repubblicano polacco indipendente e democratico con le terre occupate dall'Impero russo, dall'Impero tedesco e dell'Impero austro-ungarico e la garanzia dell'autodeterminazione dei Polacchi.
L'SDKPiL, d'altra parte, si fece promotore della lotta per l'introduzione di un sistema socialista tramite una rivoluzione in tutti i paesi europei, compresa la Polonia. Secondo il partito, quando il socialismo avrebbe trionfato in Europa e il capitalismo sarebbe stato sconfitto, l'oppressione nazionale sarebbe stata automaticamente abolita, e quindi la lotta per l'indipendenza polacca era superflua e persino dannosa, poiché avrebbe portato la Polonia in guerre imperialiste con le nazioni vicine.
Nell'estate del 1900, Ludwik Kulczycki creò a Leopoli un nuovo Partito Socialista Polacco "Proletariat", o III Proletariat, ma le sue attività cessarono dopo cinque anni.
Dopo il fallimento della rivoluzione russa del 1905, alcuni attivisti più giovani del PPS si avvicinarono al SDKPiL. Nel novembre del 1906, il Partito Socialista si divise durante il suo IX Congresso a Vienna e Cracovia. L'area indipendentista era guidata da Józef Piłsudski (con Walery Sławek, Kazimierz Pużak, Aleksander Prystor, Tomasz Arciszewski, Leon Wasilewski, Witold Jodko-Narkiewicz, Feliks Perl, Rajmund Jaworowski e Jan Kwapiński) e si basava sulla struttura dell'organizzazione combattiva del PPS, creando la Fazione rivoluzionaria del PPS (in polacco PPS-Frakcję Rewolucyjną, rinominata nel 1909 in Partito socialista polacco), mentre l'area o internazionalista anti-indipendenza creò il PPS di Sinistra (in polacco PPS-Lewicę). In quest'ultimo vi erano: Maria Koszutska, Maksymilian Horwitz, Feliks Kon, Paweł Łapiński, Stefan Rajewski, Bernard Zaks, Józef Feliks Ciszewski, Sława Grosserowa e Wacław Wróblewski.
Dopo lo scoppio della prima guerra mondiale, il PPS-L si schierò contro la partecipazione al conflitto, mentre il PPS appoggiò gli sforzi di Józef Piłsudski per riconquistare l'indipendenza della Polonia.

### Partito Comunista dei Lavoratori di Polonia
I socialisti polacchi che si trovavano in Russia come deportati o prigionieri politici, dopo la rivoluzione di febbraio del 1917, iniziarono le proprie attività legali sotto le libertà democratiche post-rivoluzionarie del Governo provvisorio, creando le proprie strutture organizzative ed entrando in quelle strutture russe. Dopo la rivoluzione d'ottobre attuata dai bolscevichi, i socialisti dovettero dichiararsi fedeli al nuovo governo. Poiché l'SDKPiL era un'organizzazione autonoma del PSODR, non era necessario che i suoi membri si unissero formalmente alla fazione bolscevica, sebbene gli attivisti dell'SDKPiL avessero sostenuto la socialdemocrazia russa al fianco delle sue varie fazioni interne.
L'11 novembre la Polonia riacquistò l'indipendenza come Repubblica, e sei settimane dopo, durante un congresso organizzato tra il 16 e il 18 dicembre 1918 a Varsavia, l'SDKPiL e il PPS-L decisero di unirsi in unico organo politico: il Partito Comunista dei Lavoratori della Polonia (in polacco Komunistyczną Partię Robotniczą Polski, KPRP).
Negli anni 1919-1920, l'estrema sinistra si consolidò. Grandi o piccoli gruppi di attivisti di sinistra dell'Unione Generale dei Lavoratori Ebrei, la sinistra di Poalej Syjon (Saul Amsterdam, Alfred Lampe), di Ferajnigte, il Partito socialdemocratico ucraino e il Partito socialista bielorusso si unirono al KPRP. Il parlamentare Stanisław Łańcucki e Jerzy Czeszejko-Sochacki, ex segretario del Comitato centrale del Partito socialista polacco, passarono dal PPS al Partito Comunista. Inoltre, diversi attivisti del Partito Popolare Polacco "Wyzwolenie", del Partito contadino indipendente e del Partito contadino radicale (Tomasz Dąbal).
Tuttavia, gli ex membri del SDKPiL agivano in modo diverso in base alla loro affiliazione politica, agendo una volta in nome del Partito Comunista Russo (bolscevico) e un'altra in nome dei Comunisti polacchi. Allo stesso modo, gli attivisti comunisti polacchi entrarono a far parte del PCR (b), dell'amministrazione civile e militare della Russia sovietica. I membri del PSP invece collaborarono con i partiti socialisti russi che si opponevano ai bolscevichi.
Tra il 1919 ed il 1920, la visione dell'imminente realizzazione del comunismo nel mondo portò all'adozione dei seguenti presupposti del programma KPRP:
- combattere e rovesciare il sistema capitalista, nazionalizzazione dell'industria e delle terre coltivate;
- Introduzione della dittatura del proletariato e costruzione del comunismo;[14]
- Internazionalismo
- Restituzione dell'Alta Slesia e della Pomerania a ovest della Vistola alla Germania,[15] che avrebbero dovuto unirsi in una Repubblica Sovietica a seguito della rivoluzione di novembre del 1918;
- Restituzione delle aree etnicamente miste dell'ex Confederazione polacco-lituana a est della linea Curzon Line alla Russia sovietica e alla Repubblica Socialista Sovietica Bielorussa.[15]
- Istituzione della Repubblica sovietica polacca all'interno dei confini polacchi dell'ex Regno del Congresso e del Regno di Galizia e Lodomiria come parte dell'Unione Europea delle Repubbliche Sovietiche.

In base ai punti del proprio programma, il KPRP chiese il boicottaggio delle prime elezioni del Sejm indette dal Capo di Stato nazionalista Józef Piłsudski il 26 gennaio 1919. L'obiettivo era di minare la legittimità dello stato indipendente polacco nella comunità internazionale riducendo l'affluenza al voto. Il boicottaggio si rivelò un fallimento ed evidenziò un'influenza marginale dei comunisti nella società polacca. Tuttavia, i leader e gli attivisti del partito che, sotto l'Armata Rossa sovietica, crearono a Minsk e a Vilnius la Divisione dei fucilieri occidentali come primo nucleo di una futura Armata Rossa polacca. Non riconoscendo la legittimità dello stato polacco, il KPRP non completò le formalità necessarie per la registrazione di organizzazioni e partiti politici all'interno della Repubblica e da marzo 1919 agì come un raggruppamento illegale sul territorio polacco.

### Relazioni con il Comintern

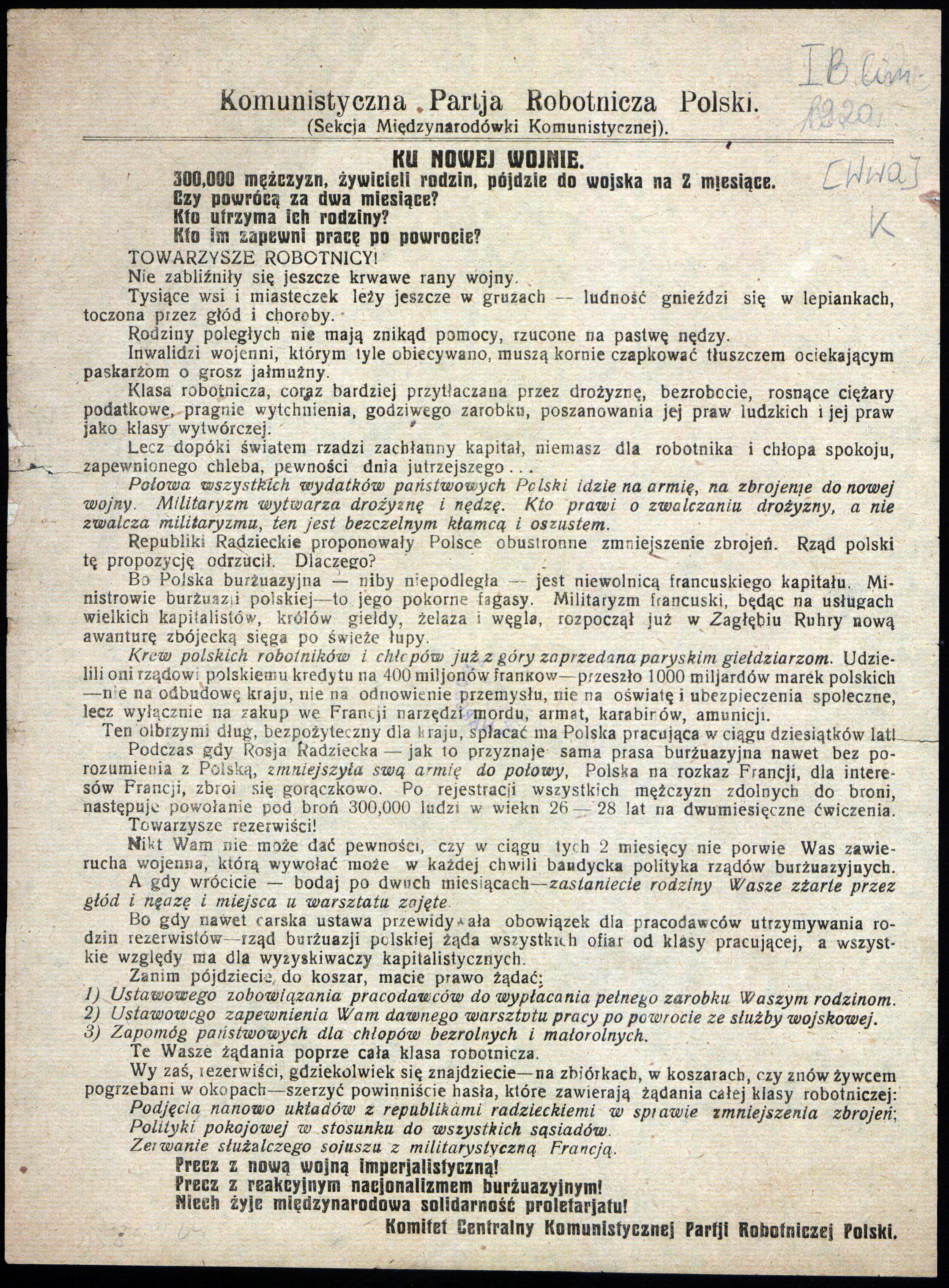
Opuscolo del KPRP, 1920

Tra il 2 e il 6 marzo 1919, su iniziativa del leader del PCR(b) Lenin, fu organizzato a Mosca il I Congresso dell'Internazionale Comunista. Al Comintern presero parte più di 52 delegati provenienti da 29 paesi tra cui quelli del Partito Comunista Polacco e il suo ufficio estero, rappresentati da Józef Unszlicht (con diritto di voto) e Julian Marchlewski.
Nel luglio 1920, il Secondo Congresso Comintern ebbe luogo a Pietrogrado, durante il quale Lenin annunciò le condizioni che i singoli partiti avrebbero dovuto soddisfare per diventare membri a pieno titolo del Comintern. Marchlewski poté rappresentare i comunisti polacchi solo durante la prima sessione poiché coinvolto nel conflitto sovietico-polacco, e fu formalmente sostituito da Karl Radek. Il II Congresso del Comintern respinse il riconoscimento dell'indipendenza della Polonia e fu più radicale in questa materia di Vladimir Lenin e dei bolscevichi in Russia, che nel 1918 dichiararono l'indipendenza delle nazioni entrate nell'Impero russo prima dello scoppio della prima guerra mondiale, in base al principio dell'autodeterminazione dei popoli. L'atteggiamento negativo nei confronti dell'indipendenza aveva le sue radici nelle opinioni di Rosa Luxemburg, esponente dell'ex SDKPiL, che in seguito furono identificate negli ambienti dei partiti del come "errori del luxemburghismo". La politica del KPRP era determinata da due fattori: il sostegno alla rivoluzione e al governo bolscevico in Russia e le aspettative per una rivoluzione socialista rapida e vittoriosa in Germania. Il supporto per la futura rivoluzione in terra tedesca si ridusse al rafforzamento del ruolo dei comunisti tedeschi nella politica della Germania. Per questo motivo, il KPRP, nei primi anni 1920, condannava le disposizioni del trattato di Versailles, che garantiva alla Polonia l'indipendenza e l'accesso al mare concedendole la Pomerania di Danzica, l'incorporazione della Grande Polonia e parte dell'Alta Slesia e la creazione della Città Libera di Danzica. I comunisti al congresso pensarono che la rivoluzione mondiale fosse molto vicina, poiché aveva già vinto in Russia e sarebbe scoppiata in Germania in qualsiasi momento, come negli altri paesi europei e quindi in tutto il mondo. Dopo la vittoria della rivoluzione mondiale, "questioni" come l'indipendenza, i confini, il governo, le forze armate della Polonia, sarebbero diventate completamente insignificanti.
Nel febbraio del 1921, il KPRP si unì ufficialmente al Comintern accettando le condizioni avanzate da Lenin, ottenendo così finanziamenti e appoggio internazionale.

### KPRP durante la guerra sovietico-polacca

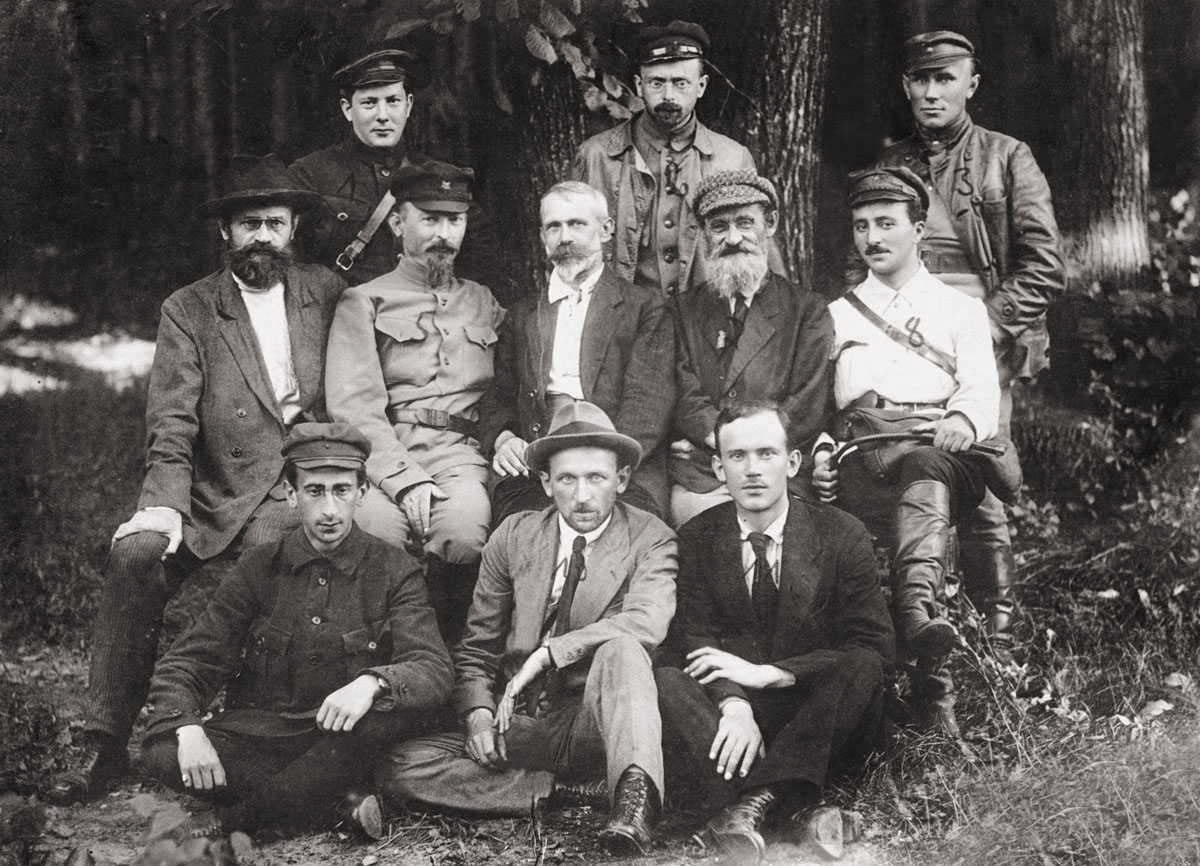
Polrewkom, agosto 1920. Al centro: Feliks Dzeržinskij, Julian Marchlewski e Feliks Kon.

L'eredità di Rosa Luxemburg e del SDKPiL ed in particolare il rifiuto dell'indipendenza, collocarono i comunisti polacchi come "agenti" di una potenza straniera, cioè la Russia sovietica. La conseguenza di questo atteggiamento fu il pieno coinvolgimento del KPRP polacco nella rivoluzione in Russia (tramite Feliks Dzeržinskij, Julian Marchlewski, Karol Radek ealtri) e il completo supporto alle forze di invasione bolsceviche nel 1920 durante la guerra sovietico-polacca. Lenin era favorevole all'indipendenza della Polonia, a condizione che fosse stata governata dai comunisti. Poiché non esisteva ancora un governo del genere, nel maggio 1920 fu creato un "Ufficio polacco" gestito da Dzeržinskij e affiliato al PCR(b).
Nel luglio 1920, quando l'Armata Rossa entrò in Polonia, i bolscevichi russi si aspettava lo scoppio spontaneo di una rivoluzione operaia e di un'insurrezione contadina. In questa situazione, il 23 luglio 1920, con l'approvazione delle autorità sovietiche e del Comintern, l'Ufficio polacco creò il Comitato rivoluzionario provvisorio polacco (in polacco Tymczasowy Komitet Rewolucyjny Polski, Polrewkom) al quale aderirono: Julian Marchlewski (come presidente), Feliks Dzeržinskij, Edward Próchniak, Józef Unszlicht, Feliks Kon, Bernard Zaks, Stanisław Bobiński, Tadeusz Radwański ed il commissario Ivan Skvorcov-Stepanov come rappresentante della RSFS Russa. Il Polrewkom doveva essere l'autorità suprema comunista in Polonia, e la sua sede era situata in un treno corazzato dotato di una tipografia da campo. Il comitato seguì insieme al Comintern l'avanzata delle unità dell'Armata Rossa da Smolensk (25 luglio 1920) fino a Białystok, dove il 30 luglio fu ufficialmente annunciato l'atto della sua creazione). Il 30 luglio è stato lanciato un appello a Bialystok, annunciato da Feliks Kon sulla Goniec Czerwony (giornale ufficiale del Polrewkom), e fu proclamata la nascita della Repubblica Socialista Sovietica Polacca, la nazionalizzazione della terra e la separazione tra Stato e Chiesa.
Durante la guerra, il KPRP condusse una propaganda anti-nazionalista e anti-statale, cercando di diffondere il disfattismo, di infiltrarsi tra le file dell'esercito, producendo clandestinamente manifesti, volantini e annunci. Sono stati ritrovati e pubblicati pochi testi del KPRP risalenti al 1920, tra cui un estratto dall'appello fittizio emanato dal "Consiglio di Varsavia dei delegati dei soldati" (in polacco Warszawskiej Rady Delegatów Żołnierskich) del luglio 1920, intitolato "Soldati in risposta a Piłsudski" (in polacco Żołnierze w odpowiedzi Piłsudskiemu). All'inizio del testo, viene presentata la situazione dell'esercito polacco:
L'appello si conclude:
Nel 1920, il Comitato centrale del KPRP fece un appello "Ai proletari di tutti i Paesi!" (in polacco Do proletariuszy wszystkich krajów!):
Il Polrewkom durò solo tre settimane, ma furono emessi numerosi annunci e decreti pubblicati sulla Goniec Czerwony. Il 17 agosto 1920 fu pubblicato un ordine emesso due giorni prima, firmato dal comandante russo al fronte Michail Tuchačevskij e dal comandante in capo dell'Armata Rossa Sergej Kamenev, sulla formazione del 2º Reggimento di fanteria di Białystok dell'Armata Rossa polacca. Solo 70 persone fecero domanda e il numero dell'intera Armata Rossa polacca ammontava a circa 176 volontari. Inoltre, vi furono tentativi di nazionalizzare l'industria e furono confiscate grandi proprietà terriere, che tuttavia non furono ripartite tra i contadini a causa delle necessità di approvvigionamento delle forze bolsceviche. Successivamente, tale atto si rivelò un grave errore politico che fu ammesso dal presidente del Comintern Grigorij Zinov'ev nel suo discorso al Secondo Congresso del KPRP:
La vittoria dell'esercito nazionalista polacco nella battaglia di Varsavia, seguita dalla battaglia del fiume Niemen e dallo scioglimento dei gruppi di sciopero affiliati all'Armata Rossa vanificarono il progetto del KPRP di presa del potere in Polonia.

### Periodo post-bellico e crisi

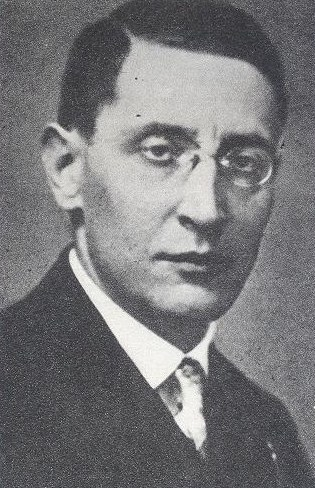
Julian Leszczyński-Leński, leader della fazione minoritaria del KPRP.

Dopo la guerra sovietico-polacca, il KPRP continuò ad essere illegale grazie ad una legge che, rispettando la Costituzione Polacca di Marzo, vietava l'attività di organizzazioni la cui sede si trovava all'estero e non in Polonia.
L'ingresso nel Comintern permise al KPRP di ricevere finanziamenti e aiuti da Mosca in cambio del controllo costante da part degli organi dell'Internazionale. Dal 1923, il Partito Comunista di Polonia si alleò con organizzazioni come il Partito Comunista dell'Alta Slesia, il Partito Comunista dell'Ucraina Occidentale e il Partito Comunista della Bielorussia Occidentale che, in base al principio della presenza nel Comintern di un solo partito comunista per ogni stato membro, furono considerati come rami autonomi del KPRP.
Il partito coordinò e supervisionò anche le attività di organizzazioni come i circoli dei pionieri, l'Unione della Gioventù Comunista Polacca (in polacco Komunistyczny Związek Młodzieży Polski), o la sezione locale del Soccorso Rosso Internazionale. Tra il 1921 eil 1922, numerosi membri del Bund e del Kombund polacco passarono al KPRP con la guida di Pincus Minc, allora parte della Poalej Syjon-Lewic con Saul Amsterdam e Alfred Lampe. Dopo l'ingresso del Kombund nelle file del KPRP, fu creato l'Ufficio centrale ebreo (in polacco Centralne Biuro Żydowskie, CBŻ), un organo autonomo del partito che riuniva gran parte dei membri ebrei e che avrebbe dovuto servire come punto di contatto tra i comunisti e la comunità ebraica polacca.
Il partito comunista in Polonia fu lacerato da lotte tra fazioni. Come risultato di questi attriti, nacquero due fazioni: la "Maggioranza" (in polacco Większościowcy) si riunì intorno a Adolf Warski, Maria Koszutska e Maksymilian Horwitz, e la "Minoranza" intorno a Julian Leszczyński-Leński e Leon Stein-Domski. La "maggioranza" voleva adattare la strategia del partito comunista alle realtà polacche, cercando un accordo con i contadini e la sinistra non comunista e accettando l'indipendenza della Polonia, mentre la "Minoranza" era contraria a tutti i compromessi e favorevole al rigoroso rispetto delle direttive del Comintern. L'origine del conflitto era collegata al fatto che sin dalla nascita del KPRP vi era un gruppo interno che non accettava la fusione tra l'SDKPiL e il PPS-Lewica. Quest'ultimo gruppo aveva il sostegno da parte dei comunisti polacchi nella neonata Unione Sovietica (Dzeržinskij, Marchlewski, Unszlicht). Nel 1922 alcuni esponenti della "Minoranza" lanciò un attacco alla leadership del KPRP, ma il Comintern non appoggiò l'opposizione.

Nel 1923, Il II Congresso del Partito accentuò la propria posizione leninista. Nello stesso anno, avvenne uno dei primi processi contro i comunisti, noto come il "Processo di San Giorgio" (in polacco Proces świętojurski), durante il quale furono effettuati 39 arresti e 10 condanne a morte.

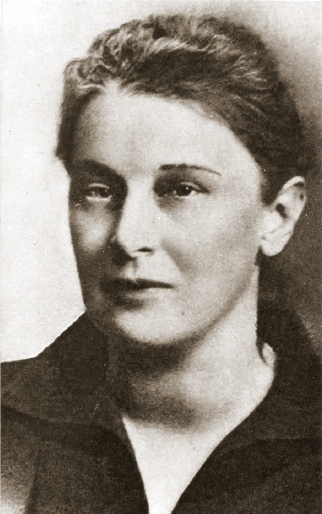
Maria Koszutska.

Dopo la morte di Lenin nel 1924, l'equilibrio di potere all'interno dell'Internazionale Comunista cambiò a discapito della "Maggioranza" polacca: le critiche ai comunisti sovietici avanzate dal Comitato Centrale del KPRP, prima in una lettera del dicembre 1923 in merito alla corresponsabilità del Partito Comunista Russo (bolscevico) nell'incapacità di tentare una rivoluzione in Germania e dopo con l'opinione negativa riguardo ai metodi usati del neo-segretario Iosif Stalin contro l'opposizione interna, divennero un pretesto per attaccare i comunisti polacchi. Nel marzo del 1924, Julian Leński-Leszczyński attaccò nuovamente i leader del Partito Comunista Polacco pubblicando sulla stampa tedesca un memoriale "Sulla crisi del KPRP e i prossimi compiti del partito" (in polacco O kryzysie KPRP i najbliższych zadaniach partii), accusando la leadership di sopravvalutare le forme legali di lotta e criticando il desiderio di collaborare con i socialisti. A Mosca, tra giugno e luglio 1924, il V Congresso dell'Internazionale Comunista raccomandò ai partiti comunisti membri di portare avanti il processo di "bolscevizzazione" interna o di diventare simili al PCR(b). Allo stesso tempo, la cooperazione con i socialisti è stata respinta introducendo il concetto di socialfascismo. Stalin inoltre evidenziò la situazione "abnorme" nella quale si trovava il Partito Comunista Polacco, e fu proposta la creazione di una Commissione del Comintern polacca per risolvere la disputa tra la "Minoranze" e la "Maggioranza". Stalin inquadrò negli atteggiamenti "opportunisti" da parte dei leader comunisti polacchi come la principale causa dei problemi interni al partito: tali comportamenti avrebbero portato i comunisti polacchi ad allontanarsi dall'Unione Sovietica (indebolendo così il "baluardo della rivoluzione mondiale" secondo la dottrina stalinista del socialismo in un solo paese), a schierarsi contro il PCR(b) ed avrebbero contribuito inoltre al fallimento dei tentativi di rivoluzione in Germania successivi a quelli dell'insurrezione del 1918-1919. Maria Koszutska rispose a Stalin in nome del KPRP affermando che:
(Maria Koszutska)
Le delibere della Commissione polacca durante il V Congresso del Comintern culminarono nella determinazione da parte dei delegati polacchi di una nuova gestione temporanea, il cosiddetto Comitato Provvisorio del Comitato Centrale del KPRP. Una settimana dopo, il Comintern ordinò l'espulsione dalla leadership polacca di Koszucka e Warski e vietò loro di tornare in Polonia. Julian Leński-Leszczyński, come membro del Segretariato, iniziò a svolgere un ruolo dominante nella nuova leadership del partito.
Durante il III Congresso del KPRP del 1925, il partito cambiò nome in Partito Comunista della Polonia (in polacco Komunistyczna Partia Polski, KPP) e Leński-Leszczyński entrò a far parte dell'Ufficio politico. Il partito continuò ad essere guidato dalla fazione della "Maggioranza".
Nel 1926, il KPP sostenne formalmente il colpo di Stato di maggio del maresciallo Józef Piłsudski, sperando la formazione di un governo simile a quello russo del 1917 di Aleksandr Kerenskij e di conseguenza l'avvento di una rivoluzione e la presa del potere da parte dei comunisti. Il sostegno di Piłsudski da parte dei comunisti derivava principalmente dal fatto che volesse affrontare l'opposizione di destra e la coalizione partitica del Chjeno-Piast. Tuttavia, Piłsudski instaurò un regime dittatoriale militare e nazionalista retto dal suo moviemento Sanacja, e continuò la repressione contro i comunisti polacchi. La valutazione irrealistica della situazione politica in Polonia da parte del KPP fu quindi descritta come il cosiddetto "Errore di maggio" (in polacco błąd majowy) ed è stata una delle principali accuse mosse contro la fazione della "Maggioranza". Il sostegno del colpo di stato fu anche condannato dalla comunità comunista internazionale: nell'agosto del 1927, Stalin accusò la leadership del KPP di avere legami con l'allora avversario e presidente del Comintern Zinov'ev, ritenuto il promotore dell'errore di maggio.
Nel 1928, il VI Congresso dell'Internazionale comunista adottò un programma per rovesciare il potere del sistema capitalista borghese, ottenere il potere attraverso la rivoluzione e realizzare il comunismo a livello mondiale, lottando allo stesso tempo contro i partiti socialisti e socialdemocratici ritenuti socialfascisti. Come risultato di queste nuove risoluzioni, la minoranza del KPP riuscì ad ottenere la leadership tramite membri subordinati a Stalin e Julian Leszczyński-Leński divenne il nuovo segretario generale del partito. Da quel momento, il KPP, insieme ai partiti associati e alle sue organizzazioni, ad esso subordinate furono completamente subordinati a Mosca.
Durante tutto il periodo della sua attività, il KPP condusse attività di propaganda, spionaggio e sabotaggio dirette contro lo stato polacco. con maggiore o minore intensità. Tali attività erano di competenza della Sezione militare del KPP.
Tra il 1918 e il 1926 nella Seconda Repubblica di Polonia, vi furono 23.000 arresti per attività comuniste. persone, mentre tra il 1927 ed il 1932, secondo il Ministero dell'Interno polacco, il numero aumentò a oltre 52.000. Negli stessi dati, tra il 1934 e il 1939 il numero di detenzioni non superò le 28 000 persone.
Nel 1931, su iniziativa del partito, fu creato il sindacato "Unione di Sinistra" (in polacco Lewica Związkowa).
Tra il 1932 e il 1935, fu creata all'interno del KPP l'Unione dei comunisti internazionalisti polacchi (in polacco Związek Komunistów Internacjonalistów Polskich) di matrice trotskista.
Nel 1935, nell'ambito della politica dei fronti popolari annunciata al VII Congresso del Comintern, il KPP collaborò con la Lega per la difesa dei diritti dell'uomo e dei cittadini.

### Scioglimento
Dalla metà degli anni venti, i servizi segreti polacchi erano sempre più infiltrati tra i quadri del KPP, e l'attività anti-comunista del governo divenne sempre più aspra. Nel 1931, un ex deputato comunista di una sezione provinciale, Sylwester Wojewódzki, fu arrestato e successivamente condannato a morte, mentre nel 1933 un altro ex deputato, Jerzy Czeszejko-Sochacki, morì per "suicidio". Dopo il 1934 i membri del KPP costituivano circa la metà dei detenuti nel campo di prigionia di Bjaroza.
Durante le grandi purghe staliniane, tutti i membri dell'Ufficio Politico del Comitato Centrale del KPP in Unione Sovietica furono arrestati dall'NKVD, senza aver fornito alcuna informazione al segretariato nazionale del KPP. Nell'autunno del 1937, il Comintern smise di sovvenzionare il Partito Comunista Polacco. Il 28 novembre 1937, Stalin ordinò la "pulizia" del KPP.
La vera ragione dell'eliminazione fisica della sua leadership riguardava una stretta connessione con il Partito Comunista Sovietico (l'ex SDKPiL era un'organizzazione autonoma del PSDOR, i suoi attivisti prendevano parte alle convenzioni di questo raggruppamento e giochi di fazioni del Partito socialdemocratico russo) e alla presenza tra i suoi iscritti dei "vecchi bolscevichi", ovvero politici e attivisti del partito bolscevico che Stalin decise di eliminare fisicamente dopo il XVII Congresso del PCU(b) del 1934. Quasi tutti gli attivisti del KPP furono imprigionati, inviati nei campi di lavoro o fucilati per ordine di Stalin. Furono escluse dalla repressione coloro che conducevano attività di spionaggio diretto o appartenevano alla rete sovietica di spionaggio in Polonia (come Piotr Jaroszewicz) oppure ad apparati dell'NKVD (come Bolesław Bierut). Sono sopravvissuti pochi veterani in URSS (tra cui Feliks Kon e la vedova Zofia Dzierżyńska) e i soldati delle brigate internazionali che combattono nella guerra civile spagnola del 1936-1939. Nel gennaio 1936, il KPP contava 17 302 membri, di cui 3 817 erano in Unione Sovietica, e non più di 100 membri sopravvissero all'epurazione stalinista. Durante le grandi purghe nell'URSS, furono eliminati 46 membri e 24 vice membri del Comitato Centrale del KPP.
Nel gennaio del 1938 fu pubblicato un articolo sul giornale ufficiale del Comintern secondo il quale il Partito Comunista Polacco aveva sempre avuto degli infiltrati di Piłsudski. Nel febbraio del 1938, l'attivista bulgaro Anton Ivan Kozinarov, nominato da Mosca, fu inviato in Spagna e Francia per iniziare i colloqui nell'ambiente delle Brigate internazionali riguardo allo scioglimento del KPP. Il 15 maggio 1938 fu creata a Parigi una trojka formata da Jan Sobecki (attivista della sezione polacca del Partito Comunista Francese), Stefan Duchliński e Chil Szraga. I tre inviarono in Polonia degli emissari che ordinarono la cessazione del lavoro del KPP per conto del Comintern. Leon Lipski, capo del Segretariato Nazionale, si oppose fortemente e tentò di contattare i membri del Politburo a Parigi e Praga, ma ogni contatto fu interrotto. La maggior parte degli attivisti del KPP interruppero le proprie attività.
Le accuse pubblicate dal Comintern furono ristampate in seguito nell'ultimo numero dell'organo stampa del Comitato centrale del KPP, pubblicato nel maggio 1938. Il Partito Comunista Polacco lanciò la sua ultima dichiarazione pubblica l'8 giugno 1938, prima di esser sciolto definitivamente.

## Iscritti
I calcoli effettuati da Henryk Cimek, Antoni Czubiński, Józef Kowalski e Franciszka Świetlikowa mostrano che il KPP durante il periodo tra le due guerre era compreso tra 5 000 e 16 000 iscritti. Prevalgono i membri di origine non polacca: ebrei, ucraini e bielorussi (queste nazionalità erano raggruppate principalmente nelle organizzazioni autonome del KPP, ovvero il Partito comunista dell'Ucraina occidentale e il Partito comunista della Bielorussia occidentale). I polacchi costituivano circa il 40% del Partito. Allo stesso tempo, l'Unione dei giovani comunisti in Polonia (dal 1930 - Unione dei giovani comunisti della Polonia) contava diverse centinaia di migliaia di membri.

## Stampa
Il principale organo di stampa del KPP era il Czerwony Sztandar per la Polonia ed il Nowy Przegląd per l'estero. Inizialmente le riviste comuniste polacche legali includevano titoli ad volume, come Sztandar Socjalizmu  (con una tiratura compresa tra le 10 000 e le 30 000 copie), Trybuna Robotnicza pubblicato a Leopoli tra il 1922 e il 1924, il Dziennik Popularny pubblicato da ottobre 1936 a marzo 1937 (con una tiratura di 50 000 copie) e riviste più piccole. Il Partito Comunista Polacco ha anche coordinato la pubblicazione di una vasta gamma di documenti illegali. Nel tentativo di raggiungere il maggior numero possibile di destinatari, il KPP insieme a KPZB e KPZU pubblicarono materiale di propaganda in polacco, russo, bielorusso, ucraino, lituano e yiddish.

## Elezioni

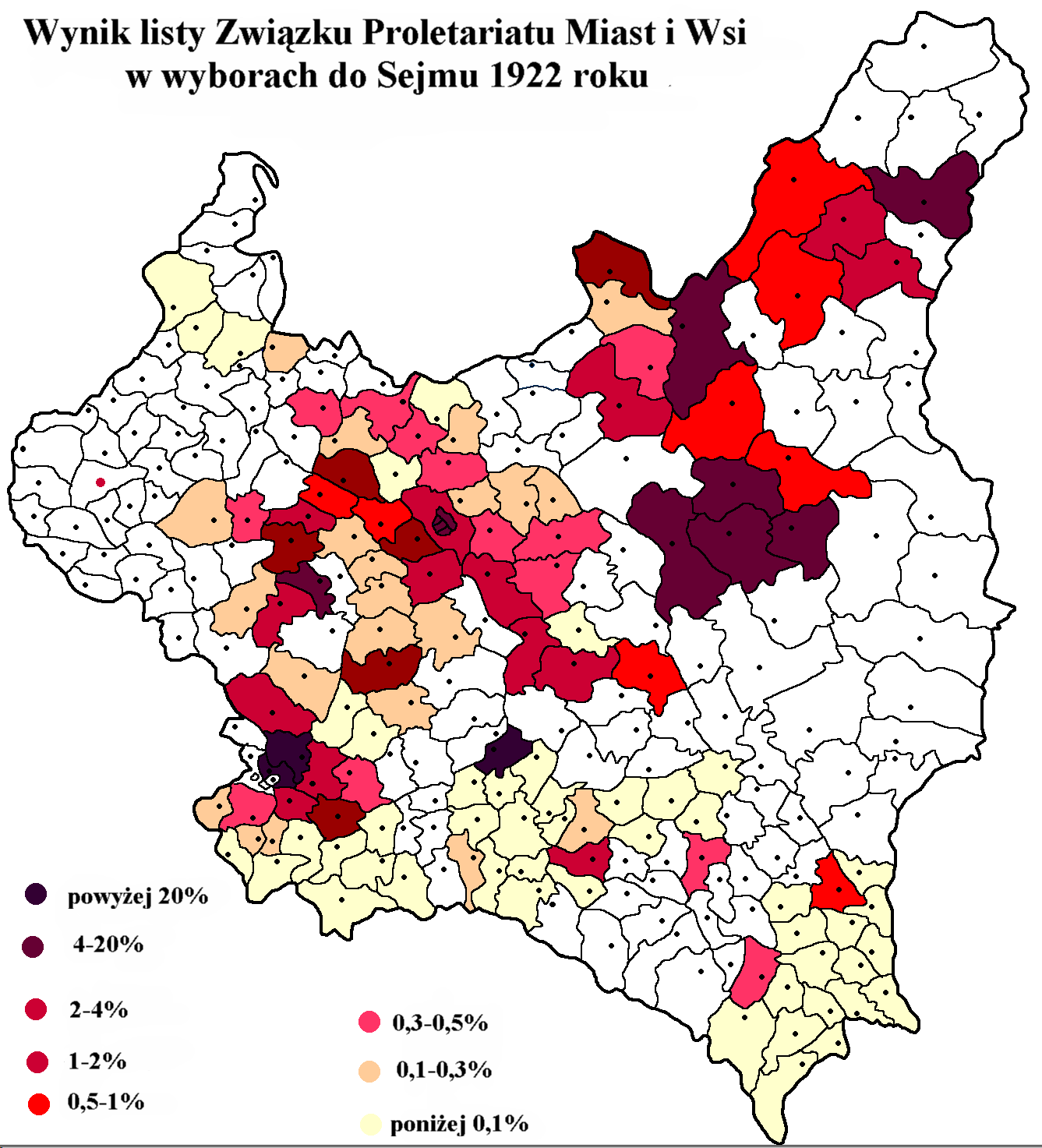
Il risultato delle preferenze per la ZPMW alle elezioni del 1922.

Il KPRP boicottò le elezioni parlamentari del 1919, contando sull'imminente vittoria della rivoluzione mondiale.
Dopo la pace di Riga tra RSFS Russa e Polonia del 1921, il partito partecipò alle elezioni del 1922 con il nome di Unione del proletariato urbano e rurale (in polacco Związek Proletariatu Miast i Wsi, ZPMW) e vinse 2 seggi alla Sejm. I candidati furono presentati in 51 collegi elettorali su 64, con le autorità che hanno annullato gli elenchi in 10 collegi elettorali. In queste elezioni, oltre 121 000 nomi furono registrati dai candidati comunisti. Nel novembre del 1924, i membri dell'Unione insieme a diversi membri del Partito socialdemocratico ucraino formarono il gruppo parlamentare comunista nel Sejm.
Alle elezioni parlamentari del 1928, i comunisti parteciparono all'interno di una lista di partiti strettamente legati al KPP. Il maggior numero di voti ha ricevuto le liste elettorali: Unione socialista dei lavoratori, Unità operaio-contadina, Unione della sinistra contadina, Unione dei lavoratori per la città di Lodz e Lotta per gli interessi dei lavoratori e dei contadini. In totale, il KPP e le organizzazioni collegate ottennero quasi 920.000 voti validi e 7 seggi alla Sjem.
Alle elezioni parlamentari del 1930 poterono partecipare soltanto le organizzazioni associate al KPP (poiché a lista principale era stata annullata dalle autorità della Sanacja) e furono votate da 286 612 elettori. L'aggiunta dei voti annullati avrebbe dato non più di 400.000 voti per i comunisti (circa il 3,6%). Durante la legislatura, il senatore Stefan Boguszewski dichiarò la propria adesione al KPP. Quelle del 1930 furono le ultime elezioni alle quali partecipò il partito.

## Congressi nazionali
| Congresso                  | Data                          | Luogo                   | Eventi |
| -------------------------- | ----------------------------- | ----------------------- | --- |
| I Congresso del KPRP       | 16 dicembre 1918              | Varsavia                | - Fondazione del KPRP - Nomina del Comitato Centrale, composto da: Franciszek Fiedler (SDKPiL), Franciszek Grzelszczak-Grzegorzewski (SDKPiL), Władysław Kowalski (SDKPiL), Adolf Zalberg-Piotrowski (SDKPiL), Szczepan Rybacki (SDKPiL), Henryk Stein-Domski (SDKPiL), Józef Ciszewski (PPS-Lewica), Maksymilian Horwitz (PPS-Lewica), Henryk Iwiński, Maria Koszutska (PPS-Lewica), Stefan Królikowski (PPS-Lewica), Wacław Wróblewski (PPS-Lewica). Alla prima conferenza del KPRP nel maggio 1920, Henryk Lauer entra nel Comitato Centrale. - Elezione Comitato editoriale centrale: Franciszek Fiedler, Henryk Stein-Domski, Adolf Warszawski. |
| II Congreso del KPRP       | 19 settembre - 2 ottobre 1923 | Bolszewie pod Moskwą    | - Elezione di un nuovo CC: Maria Koszutska, Władysław Stein-Krajewski, Maksymilian Horwitz – Henryk Walecki, Adolf Warszawski, Jerzy Czeszejko-Sochacki, Wacław Wróblewski, Franciszek Grzelszczak, Osyp Kriłyk-Wasylkiw (KPZU), Franciszek Fiedler, Julian Brun, Ludwik Szabatowski, Aleksander Danieluk, Saul Amsterdam, Roman Jabłonowski, Henryk Bitner, Stanisław Mertens. - Viene istituito l'Ufficio politico formato : Aleksander Danieluk (KPZU), Franciszek Fiedler, Franciszek Grzelszczak, Stanisław Mertens-Stefan Skulski, Tadeusz Żarski (affari interni) e Maria Koszutska, Maksymilian Horwitz, Adolf Warszawski (sezione esteri a Mosca). |
| III Congresso del KPRP-KPP | 16 gennaio - 5 febbraio 1925  | Mosca                   | - Elezione del CC:Franciszek Grzelszczak, Józef Lewartowski, Józef Łohinowicz (segretario del CC del KPZB), Stanisław Mertens-Stefan Skulski, Leon Purman, Henryk Stein-Domski, Zofia Unszlicht-Osińska, Stefan Wołyniec (membro del CC deKPZB), Tadeusz Żarski. |
| IV Congresso del KPP       | 16-29 agosto 1930             | Peterhof, Leningrado    | - Elezione del CC: Wincenty Aniołkowski, Bronisław Bortnowski, Stanisław Burzyński, Saul Amsterdam-Gustaw Henrykowski, Jan Izydorczyk, Ignacy Kalaga, Wilhelm Knorin, Alfred Lampe, Julian Leszczyński-Leński, Antoni Lipski, Józef Łohinowicz, Franciszek Mazur, Edward Próchniak, Adam Kaczorowski-Sławiński, Jerzy Czeszejko-Sochacki. - Supplenti del CC: : Icchok Amster, Julian Brun, Izrael Gajst, Franciszek Grzelszczak, Hryhorij Iwanenko (KPZU), Maria Eiger-Kamińska, Salomon (Szloma) Miller, Gustaw Reicher-Rwal, Wacław Rożek, Jerzy Heryng-Ryng (da luglio 1931, membro effettivo), Stanisław Mertens-Stefan Skulski, Szymon Zachariasz, Wiktor Żytłowski. - Segreteria del CC nazionale: Jan Hempel, Saul Amsterdam-Gustaw Henrykowski, Jan Izydorczyk, Józef Lewartowski i Wiktor Żytłowski. - Elezione dell'Ufficio politico del CC: Julian Leszczyński-Leński, jako sekretarz generalny, Bronisław Bortnowski, Stanisław Burzyński, Adam Kaczorowski-Sławiński, Jerzy Czeszejko-Sochacki; vice direttori: Saul Amsterdam-Gustaw Henrykowski, Alfred Lampe e Józef Łohinowicz. |
| V Congresso del KPP        | 8-18 ottobre 1932             | Mahilëŭ, RSS Bielorussa | - Nomina di 37 iscritti al CC del KPP tra membri effettivi e supplenti del CC:Bronisław Bortnowski, Stanisław Burzyński, Bernard Cukier—Witold Kolski, Franciszek Grzelszczak, Saul Amsterdam-Gustaw Henrykowski, Jan Izydorczyk, Alfred Lampe, Julian Leszczyński-Leński, Antoni Lipski, Józef Łohinowicz, Franciszek Mazur, Zenon Nowak, Jan Paszyn, Edward Próchniak, Jerzy Heryng-Ryng, Stanisław Mertens-Stefan Skulski, Adam Sławiński, Jerzy Czeszejko-Sochacki, Antoni Szkudlarek, Szymon Zachariasz. - Segreteria nazionale: Saul Amsterdam-Gustaw Henrykowski, Witold Kolski, Wacław Kwiatkowski, Alfred Lampe, Józef Lewartowski, Zenon Nowak, Stanisław Mertens-Stefan Skulski, Wiktor Żytłowski. - Conferma di Julian Leszczyński-Leński alla segreteria generale. - Ufficio politico: Bronisław Bortnowski, Stanisław Burzyński, Adam Sławiński, Jerzy Czeszejko-Sochacki - Supplenti dell'Ufficio politico: Saul Amsterdam-Gustaw Henrykowski, Józef Łohinowicz, Franciszek Mazur e Edward Próchniak.                                                                              |

## Eredità politica
Le istanze della formazione politica furono riprese dal Partito dei Lavoratori Polacchi, fondato nel 1942; nel 1948 questo sarebbe confluito, insieme al Partito Socialista Polacco, nel Partito Operaio Unificato Polacco, formazione che avrebbe guidato la Repubblica Popolare di Polonia dalla fine della seconda guerra mondiale fino al 1989.
Nel XXI secolo la sua eredità politica è stata rivendicata dal nuovo Partito Comunista di Polonia fondato del 2002.